# Somnath Bharadwaj
Somnath Bharadwaj (* 1964 Kalkata) je indický teoretický fyzik. Jeho práce se soustřeďuje na teoretickou astrofyziku a kosmologii.
Bharadwaj se narodil v Indii, studoval na Indian Institutes of Technology v Kharagpuru. Titul Ph.D. získal na Indian Institute of Science. Poté pracoval ve výzkumném institutu Harish-Chandra Research Institute. Nyní je profesorem na IIT Kharagpur. Je znám pro svůj přínos k dynamice vzniku velkých struktur. V roce 2003 byl vybrán jako jeden z profesorů IIT, jejichž vyučování se vysílalo na technologickém kanálu Eklavya.
Bharadwaj byl jako řečník pozván v roce 2005 na prestižní sympozium Indo-US Frontier of Science, které organizuje Národní akademie věd Spojených států amerických, aby zde pohovořil o vzniku galaxií. Dále je členem redakce Journal of Astrophysics & amp; Astronomy vydávaného Indickou akademií věd.